# Mistrzostwa Azji w Piłce Ręcznej Mężczyzn 1989
Mistrzostwa Azji w Piłce Ręcznej Mężczyzn 1989 – piąte mistrzostwa Azji w piłce ręcznej mężczyzn, oficjalny międzynarodowy turniej piłki ręcznej o randze mistrzostw kontynentu organizowany przez AHF mający na celu wyłonienie najlepszej męskiej reprezentacji narodowej w Azji. Odbył się w dniach 18 sierpnia – 1 września 1989 roku w chińskim Pekinie. Mistrzostwa były jednocześnie eliminacjami do MŚ 1990.
Tytuł zdobyty w 1987 roku obroniła reprezentacja Korei Południowej. Awans na mistrzostwa świata uzyskali natomiast Japończycy, Koreańczycy bowiem mieli już zapewniony start z tytułu dobrego występu na IO 1988.

## Faza finałowa

### Mecze o miejsca 7–9
|  | Chińskie Tajpej | 32:28 | Iran | Pekin |
|  |                 | 32:28 |      | Pekin |

|  | Chińskie Tajpej | 44:16 | Hongkong | Pekin |
|  |                 | 44:16 |          | Pekin |

|  | Iran | 37:13 | Hongkong | Pekin |
|  |      | 37:13 |          | Pekin |

### Mecze o miejsca 4–6
|  | Chiny | 30:17 | Arabia Saudyjska | Pekin |
|  |       | 30:17 |                  | Pekin |

|  | Chiny | 28:14 | Katar | Pekin |
|  |       | 28:14 |       | Pekin |

|  | Arabia Saudyjska | 22:22 | Katar | Pekin |
|  |                  | 22:22 |       | Pekin |

### Mecze o miejsca 1–3
|  | Korea Południowa | 24:19 | Japonia | Pekin |
|  |                  | 24:19 |         | Pekin |

|  | Korea Południowa | 27:26 | Kuwejt | Pekin |
|  |                  | 27:26 |        | Pekin |

|  | Japonia | 26:13 | Kuwejt | Pekin |
|  |         | 26:13 |        | Pekin |

## Klasyfikacja końcowa
| Miejsce | Reprezentacja    | Uwagi          |
| ------- | ---------------- | -------------- |
| złoto   | Korea Południowa | -              |
| srebro  | Japonia          | awans: MŚ 1990 |
| brąz    | Kuwejt           | -              |
| 4       | Chiny            | -              |
| 5       | Arabia Saudyjska | -              |
| 6       | Katar            | -              |
| 7       | Chińskie Tajpej  | -              |
| 8       | Iran             | -              |
| 9       | Hongkong         | -              |